# Бальян, Саркис
Саркис Бальян (1835, Стамбул — 1899, Стамбул) — османский архитектор из известного армянского рода архитекторов Бальянов.

## Биография
Родился в 1835 году в Стамбуле. Второй из четырёх сыновей архитектора Карапета Бальяна и его жены Назени Бабаян. Братья Никогос, Акоп и Симон также были архитекторами. Саркис и Никогос вместе обучались в парижском художественном лицее, но из-за болезни Никогоса вынуждены были вернуться в Стамбул. В Стамбуле Саркис подключился к проекту отца — строительству дворца Бейлербейи. После смерти отца занялся восстановлением дворца Адиле-султан.
Профессиональная карьера Саркиса была приостановлена после смерти Акопа в 1875 году и вступления на трон Абдул-Хамида II. За свои политические взгляды Саркис пробыл в ссылке в Европе 15 лет, после чего вернулся в Османскую империю.

## Гражданская деятельность
Был членом ассамблеи армянского Патриархата, активно помогал армянским деятелям искусства .

### Важнейшие постройки
- Дворец Бейлербейи, совместно с отцом Карапетом Бальяном (1861 — 1865)
- Армянская школа Макрухи[тур.] в Бешикташе, посвященная его жене Макрухи (1866)
- Дворец Чираган (1863 — 1871)
- Мечеть Пертевниял Валиде Султан, совместно с братом Акопом (1871)
- Пороховой завод в Зейтинбурну (1874)
- Здание военного министерства, ныне здание Стамбульского технического университета
- Медицинская школа, ныне здание Галатасарайского лицея
- Мальтийский дом[англ.]
- Дворец Адиле-султан (возведен на месте павильона)
- Дворец Йылдыз (Мальтийский павильон)
- Мечеть Йылдыз Хамидие
- Павильон Чадыр[тур.]
- Дворец-шале[тур.]
- Охотничий домик Абдул-Азиза
- Мечеть Кягытхане
- Часовая башня Долмабахче

## Место погребения
Похоронен на армянском кладбище в Багларбаши (Ускюдар).

## Галерея
- Дворец Бейлербейи
- Чираган-палас